# Aethopyga flagrans
El suimanga llameante (Aethopyga flagrans) es una especie de ave paseriforme de la familia Nectariniidae endémica del norte de Filipinas.

## Distribución y hábitat
Se encuentra únicamente en la isla de Luzón y algunas islas menores circundantes como Catanduanes, Burias y Alabat. Su hábitat natural son los bosques húmedos tropicales.